# Leszczyński (herb szlachecki)
Leszczyński – polski herb szlachecki, odmiana herbu Wieniawa.

## Opis herbu
W polu złotym żubrza głowa czarna z kołem złotym w nozdrzach.
Klejnot – pół ukoronowanego lwa złotego z mieczem w prawej łapie.
Labry czarne, podbite złotem.

## Herbowni
Leszczyńscy.